# Sauerstofftransporter
Sauerstofftransporter sind wasserlösliche Proteine, die in der Lage sind, leicht Sauerstoff aufzunehmen und wieder abzugeben. Sie sind in allen Lebewesen außer den Archaeen zu finden. Da sie bei mehrzelligen Tieren die Farbe des Blutes verursachen, heißen sie dort auch Blutfarbstoffe. Am bekanntesten ist das Hämoglobin der Wirbeltiere, das zur Familie der Globine gehört, die die Mehrzahl der Sauerstofftransporter ausmachen.
Die nicht zu den Globinen zählenden Mitglieder lassen sich in zwei Familien aufteilen, die Hämerythrin-Familie in Protostomia und Bakterien und die Hämocyanin-Familie der Tyrosinasen in Arthropoden und Mollusken. Zu Letzteren zählt auch das sogenannte Myoglobin der Seeohren (Gattungen Nordotis und Sulculus), das, entgegen seinem Namen nicht mit dem Myoglobin der Wirbeltiere verwandt ist, sondern von dem Enzym Indolamin-2,3-Dioxygenase abstammt.